# ジャングルの裸女
『ジャングルの裸女』（Liane, das Mädchen aus dem Urwald 米題:Liane,Jungle Goddess）は1957年のドイツ映画。
ジャングルを舞台にしたドイツの異色作。アフリカ探検隊が現地で知り合ったジャングル育ちのヒロイン（白人）を文明社会＝ヨーロッパに連れ帰るというモノ。意外にも露出度も高いお色気もあるアドベンチャー・コメディ。物語の後半は、連れ帰られた彼女を自分の孫娘だと名乗りをあげた富豪が現れ、遺産相続が絡む展開になっている。ジャングル育ちのヒロイン役のマリオン・ミハエルは当時16歳で、物語前半ではセミヌードシーンもこなしていた。日本未公開の続編がある。

## スタッフ
- 監督：エドアルド・フォン・ボルソディ

## キャスト
- マリオン・ミハエル
- ハーディ・クリューガー
- エドアルド・フォン・ボルソディ
- ルドルフ・フォルスター